# Mimogmodera
Mimogmodera is een kevergeslacht uit de familie van de boktorren (Cerambycidae). De wetenschappelijke naam van het geslacht werd voor het eerst geldig gepubliceerd in 1955 door Breuning.

## Soorten
Mimogmodera omvat de volgende soorten:
- Mimogmodera congoensis Breuning, 1953
- Mimogmodera rufula Breuning, 1955
- Mimogmodera truncatipennis Breuning, 1969